# Christoph Schultz
Christoph Jochen Schultz (* 22. September 1981 in Düsseldorf) ist ein deutscher Politiker (CDU). Seit 2015 ist er Bürgermeister der nordrhein-westfälischen Stadt Erkrath.

## Leben und Werdegang
Schultz studierte nach dem Abitur im Jahr 2000 am Städt. Gymnasium Gerresheim und anschließendem Wehrdienst bei der Bundeswehr Rechtswissenschaften an der Heinrich-Heine-Universität Düsseldorf. Während und nach seinem Studium arbeitete er zunächst als wissenschaftlicher Mitarbeiter für den Landtagsabgeordneten Peter Preuß. Ab 2011 war Schultz für die Finanzverwaltung Nordrhein-Westfalen tätig.
Am 13. September 2015 wurde Schultz mit 53,7 % der Stimmen zum Bürgermeister der Stadt Erkrath gewählt, sein Amt trat er am 21. Oktober 2015 an. Am 13. September 2020 erfolgte die Wiederwahl mit 61,5 % der Stimmen, die zweite Amtszeit begann am 1. November 2020.
Schultz ist verheiratet und hat drei Kinder, er lebt mit seiner Familie in Erkrath-Unterfeldhaus.